# Vegetationsperiode
Die Vegetationsperiode, Vegetationsphase oder Vegetationszeit (auch Wachstumsperiode erc.) ist der sich rhythmisch wiederholende Jahresteil, in dem eine Pflanze aktiv wächst und sich entfaltet. Der Rest des Jahres ist die Phase der Vegetationsruhe, der Wechsel der beiden bildet den Vegetationszyklus.

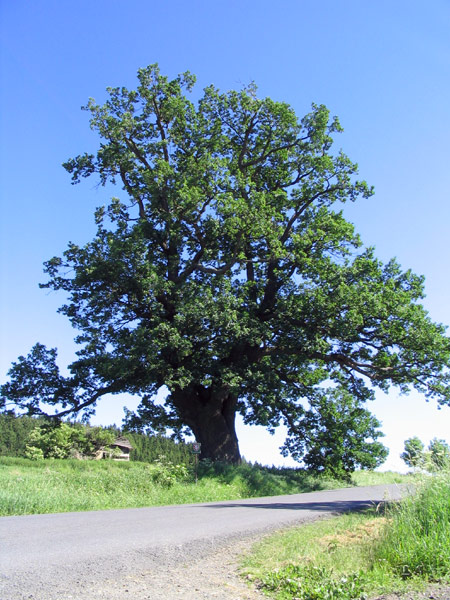
Stieleiche (Quercus robur) in der Vegetationsperiode
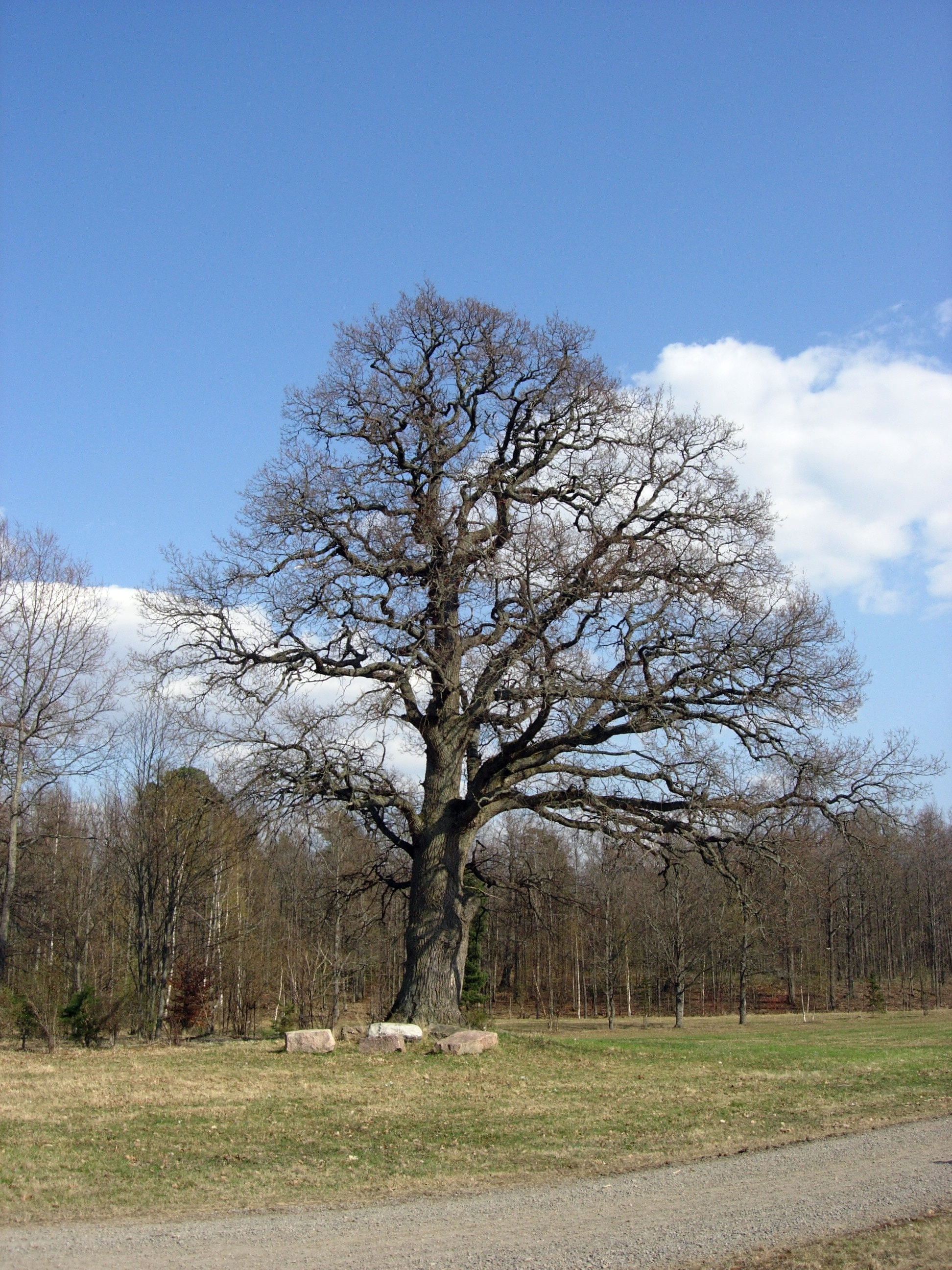
Stieleiche in der Ruheperiode

## Zum Begriff
Die Vegetationsperiode reicht
- bei einjährigen Pflanzen von der Keimung bis zum Absterben,
- bei zwei- sowie mehrjährigen Pflanzen und ausdauernden krautigen Pflanzen vom Austreiben bis zum Einziehen in die Überdauerungsorgane,
- bei ausdauernden holzigen Pflanzen vom Austreiben bis zum Blattfall,
- bei immergrünen Pflanzen vom Beginn bis zum Stillstand des aktiven Wuchses.

Der restliche Teil des Jahres, in dem eine mehrjährige Pflanze nicht wächst, wird als Vegetationsruhe, Ruhezeit oder Ruheperiode bezeichnet und entspricht bei Tieren dem Winterschlaf, bei manchen Arten aber auch dem Sommer- oder Trockenschlaf. Die Gesamtheit der jährlich wiederkehrenden Wachstumsphasen einer Pflanze schließlich wird als ihr Vegetationszyklus bezeichnet. Abweichend wird dieser Begriff z. B. im Weinbau mitunter nur als Synonym der Begriffe Vegetationszeit bzw. Vegetationsperiode benutzt, also die Wachstums- und Reifephase der Pflanze, in diesem Fall des Weinstocks, einschließt, nicht aber seine (winterliche) Ruhephase.

### Temperatur und Vegetationsperiode

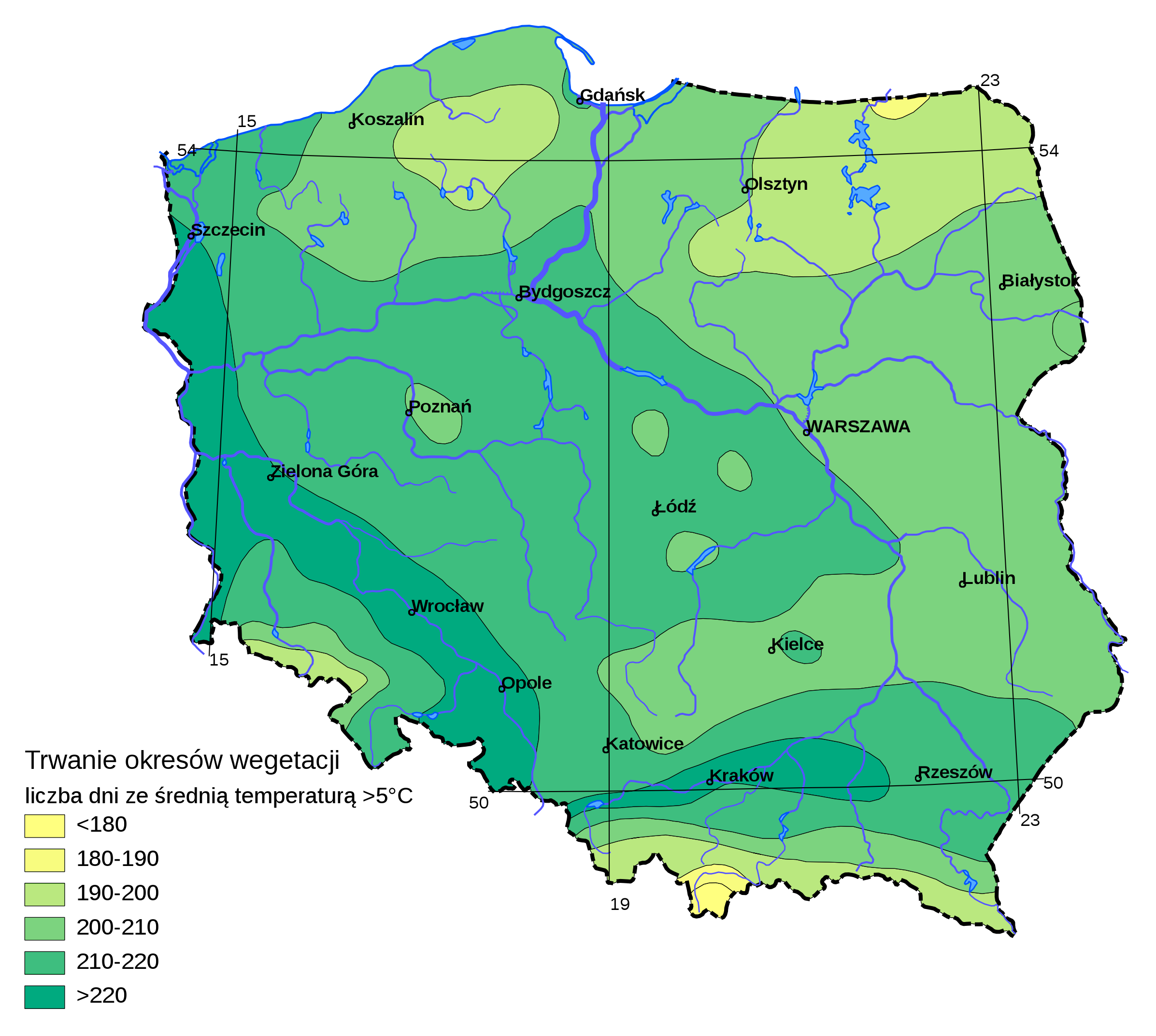
Anzahl der Vegetationstage T_{med}>+5 °C (< 180 bis > 220, Polen)

Mittlere Niedrigsttemperatur, Hardiness zones nach USDA (USA) – eigentlich Klimazonen nach auftretender Tiefsttemperatur

Als technischer Richtwert zur Abgrenzung von Vegetations- und Ruheperioden wird häufig eine anhaltende Schwellentemperatur von +5 °C angesetzt, unter der Pflanzen normalerweise ihren Wuchs, d. h. die Zellteilung einstellen. Ein Tag mit einer Tagesmitteltemperatur über 5 °C wird Vegetationstag genannt. Die Anzahl dieser Tage ist dann die Vegetationszeit. Sie liegt in mittleren Breiten typischerweise um 200.
Dieser Richtwert ist vage, da nicht das unterschiedliche Wärmebedürfnis verschiedener Arten berücksichtigt wird. Während Mais erst bei +6 °C gedeiht, kann Wintergetreide schon ab +2,5 °C wachsen und typische Vorfrühlingsblumen können gar bei Minusgraden zu sprossen beginnen.
In England ist es üblich, die Vegetationsperiode anhand von fünf aufeinander folgenden Tagen > 5 °C zu bemessen (weil es oft kurzfristig leichtes Tauwetter gibt), in den USA und Kanada wählt man eher die 0°-Grenze.
Für die gemäßigten Breiten wird für die Hauptvegetationsperiode, in der ein Großteil der Pflanzen assimilieren, eine mittlere Temperatur von über +10 °C angegeben.
Außerdem kann die Vegetationsperiode natürlich auch durch Hitze und Dürre unterbrochen sein. So ist im Mittelmeerraum die Vegetationszeit weitgehend ganzjährig, in den Trockenzonen etwa Spaniens aber schon auf das Winterhalbjahr beschränkt. In den Tropen ist die Vegetationsperiode überhaupt nicht mehr an die – dort fehlenden klassischen vier – Jahreszeiten gebunden, sondern schwankt im Rhythmus von Regen- und Trockenzeit, sodass es auch mehrere Vegetationsperioden pro Jahr geben kann.
Ein genaueres Maß der Vegetationsperiode sind dann die Wachstumsgradtage, also die Wärmesumme der Vegetationstage, die dann eine Aussage über die Intensität der Wachstumszeit gibt.

## Ökologische Faktoren und Klimazonen
Der Wechsel zwischen Vegetations- und Ruheperioden ist dabei maßgeblich durch die jahreszeitlich schwankenden Niederschlagsmengen (hygrische Vegetationszeit) sowie die jahreszeitlich schwankenden, für den Stoffwechsel mehr oder weniger geeigneten Temperaturen (thermische Vegetationszeit) bedingt. So führen insbesondere hohe Temperaturen zu vermehrter Verdunstung und tiefe Temperaturen zum Gefrieren des für den Stoffwechsel der Pflanzen zur Verfügung stehenden Wassers und damit zu der Notwendigkeit, in diesen Situationen das Wachstum zu reduzieren.
In polaren Gebieten, wo das Wasser auf dem Land dauerhaft gefroren ist, können sich keine höheren Pflanzen entfalten, und so ergibt sich lediglich für einige Meeresalgen eine Vegetationsperiode über den polaren Sommer. Die Dauer der thermischen Wachstumszeit ist auch entscheidend für die Wald- und Baumgrenzen der subpolaren und subalpinen Regionen. Eine Vegetationsperiode im eigentlichen Sinne fehlt auch in Wüstengebieten, wo höchstens in sehr unregelmäßigen Abständen ausreichend viel Regen für eine Entfaltung der Pflanzendecke fällt. Umgekehrt herrscht in den vom Tageszeitenklima geprägten immerfeuchten Tropen das ganze Jahr über Vegetationszeit, so dass der Begriff „Vegetationsperiode“ hier eigentlich gegenstandslos wird.
In allen übrigen Gebieten der Erde lässt sich, abhängig vom Breitengrad, ein mehr oder weniger ausgeprägter regelmäßiger Wechsel zwischen Vegetations- und Ruhezeiten beobachten. Die unterschiedliche Sonneneinstrahlung und die den Jahreszeiten folgenden Winde, insbesondere die Passat- und Monsunwinde, sorgen für sehr unterschiedliche Temperaturen und Niederschlagsmengen, an die sich die Pflanzen anpassen müssen. In den kühl- und kühlgemäßigten Klimazonen wird die Vegetationszeit überwiegend durch die Temperatur bestimmt. Die effektive Klimaklassifikation nach Troll & Paffen verwendet unterschiedliche Vegetationszeiten zwischen 100 und 180 Tagen pro Jahr für die kaltgemäßigte (boreale) Zone und 150 bis 200 Tagen für drei kontinentale Waldklimate als eines der Abgrenzungskriterien. In den Tropen hingegen gibt überwiegend der Niederschlag als Regen, Tau oder Nebel den Ausschlag für die Vegetationsdauer. So deckt sich in den wechselfeuchten und trockenen Tropen die Vegetationszeit im Wesentlichen mit der Regenzeit, während sie in den klimatisch gemäßigten und subpolaren Regionen dem Sommer beziehungsweise der Zeit vom Frühling über den Sommer bis zum Herbst entspricht. In den Subtropen schließlich können beide Faktoren gleichzeitig eine Rolle spielen.
Innerhalb einer Region können auch Klimafaktoren wie Meeresströmungen und unterschiedliche Höhenstufen entscheidend für den Verlauf von Vegetations- und Ruheperioden sein. Ein Beispiel bietet Südafrika, in dem durch den Einfluss des Benguelastroms ein Winterregengebiet fast unmittelbar an ein Sommerregengebiet grenzt. In den Trockenwäldern Afrikas ist durch die jährlichen zwei Niederschlagsmaxima eine Zweiteilung der Vegetationsperiode zu beobachten.

### Isothermomenen und Isohygromenen
Effektive Klimaklassifikationen – insbesondere die ökophysiologische Klassifikation – nutzen zum Teil die Vegetationszeit zur Bestimmung der einzelnen Klimaregionen. Dazu werden auf einer Karte Linien gezogen, die die Anzahl der thermischen (Isothermomenen) oder der hygrischen Vegetationsmonate (Isohygromenen) anzeigen.
Bereiche der thermischen Vegetationszeiten nach Lauer, Rafiqpoor und Frankenberg
- oligotherm = sehr kurz, 0 bis 2 Monate
- mikrotherm = kurz, 3 bis 4 Monate
- mesotherm = mittel, 5 bis 6 Monate
- makrotherm = lang, 7 bis 9 Monate
- megatherm = sehr lang, 10 bis 12 Monate

Bereiche der hygrischen Vegetationszeiten nach Lauer, Rafiqpoor und Frankenberg
- Arides Klima
  - perarid = 0 Monate
  - arid = 1 bis 2 Monate
  - semiarid = 3 bis 4 Monate
- Humides Klima
  - subhumid = 5 bis 6 Monate
  - humid = 7 bis 9 Monate
  - perhumid = 10 bis 12 Monate

## Pflanzenphysiologie

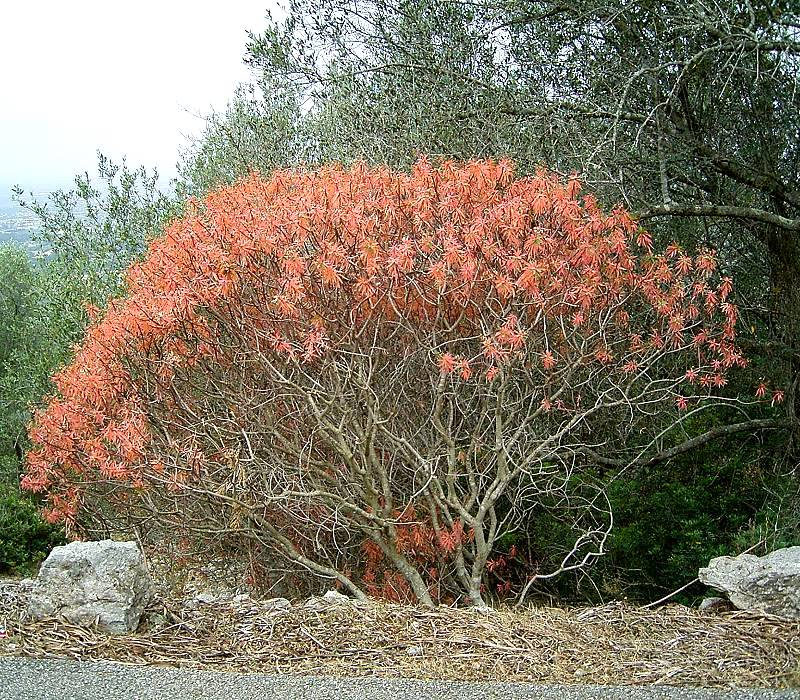
Die im Mittelmeergebiet heimische Baum-Wolfsmilch (Euphorbia dendroides) hat einen umgekehrten Wuchsrhythmus. Sie welkt und beendet ihre Vegetationsperiode im Frühling, wenn die Begleitvegetation aus der Ruhezeit erwacht.

Üblicherweise folgen die meisten Pflanzen dem lokal vorgegebenen Rhythmus, doch gibt es auch Opportunisten, die durch besondere Anpassungen zu einem gegensätzlichen Rhythmus befähigt sind. So können Pflanzen mit sehr langen Pfahlwurzeln auch in der heißen und trockenen Jahreszeit noch an Grundwasser kommen und die Gelegenheit, von den in Ruhe befindlichen Nachbarpflanzen nicht beschattet und überwuchert zu werden, für den eigenen Wuchs nutzen. Andererseits sind einige Pflanzen mit einem sehr flachen Wurzelsystem oder speziellen Saughaaren in der Lage, kondensierten Nebel aufzunehmen und so ihre Vegetationsperiode zu erweitern oder zu verlagern.
Die Kopplung zwischen Vegetations- und Ruhezeit und der Tageslänge kann je nach Art unterschiedlich stark genetisch festgelegt sein. So passen sich viele von der Südhalbkugel stammende Pflanzenarten problemlos an den umgekehrten Rhythmus der Jahreszeiten auf der Nordhalbkugel an, während andere Arten, z. B. viele von der Südhalbkugel stammende Orchideen, gerade während der kurzen Tage unseres Winters ihre Vegetationsperiode und damit ihren höchsten Lichtbedarf haben.

### Kultivierung
Für die erfolgreiche Pflege einer Pflanzenart, sowohl als Zierpflanze auf dem Fensterbrett wie ganz allgemein im Gartenbau, ist also die Kenntnis der von der jeweiligen Pflanze bevorzugten Vegetations- und Ruhezeiten von entscheidender Bedeutung. Die im Allgemeinen praktizierte Methode, eine Pflanze übers Jahr regelmäßig zu gießen und damit gleichmäßig feucht zu halten, wird nur von relativ wenigen Arten gut vertragen. Wird dagegen auf die speziellen Bedürfnisse der Art eingegangen und saisonal mehr oder weniger stark gegossen, sind wesentlich bessere Kultivierungserfolge zu erreichen. Die meisten sukkulenten Pflanzen sind sogar auf einen drastischen Wechsel zwischen Feuchte bis Nässe in der Vegetationszeit und (fast) völliger Trockenheit in der Ruhezeit angewiesen, um nicht zu verkümmern und letzten Endes wegzufaulen. Ähnliches gilt für Orchideen, bei denen manche Gattungen (z. B. Phalaenopsis) ein quasi kontinuierliches Wachstum zeigen, während andere (z. B. Dendrobium) einen mehr oder minder ausgeprägten Wechsel von Vegetations- und Ruhezeiten benötigen, nicht selten genau entgegengesetzt zu dem unserer Jahreszeiten.

## Liste von Messwerten: Vegetationstage (Tmed≥ 5 °C) pro Jahr im langjährigen Mittel
| Ort                                                                        | Staat       | Höhe ∗ | d/a   | Mittelungsperiode ∗∗ |
| -------------------------------------------------------------------------- | ----------- | ------ | ----- | -------------------- |
| Mainz (Marienborn)                                                         | Deutschland | 153    | 276,7 | 1991–2017            |
| Dreis-Brück                                                                | Deutschland | 526    | 237,5 | 1994–2017            |
| Schifferstadt                                                              | Deutschland | 110    | 283,0 | 1991–2017            |
|                                                                            |             |        |       |                      |
| Anmerkungen: ∗ Höhe über dem Meeresspiegel ∗∗ Sortiert nach Intervallmitte |             |        |       |                      |